# Jawad Bendaoud
Pour les articles homonymes, voir Bendaoud (homonymie).
Jawad Bendaoud, né le 30 août 1986 à Épinay-sur-Seine (Seine-Saint-Denis), est un criminel franco-marocain. Il est connu pour avoir hébergé, « sans le savoir » selon lui, dans un appartement de Saint-Denis, à la demande d'Hasna Aït Boulahcen, les deux derniers terroristes en fuite à l'origine des attentats du 13 novembre 2015, Abdelhamid Abaaoud et Chakib Akrouh, raison pour laquelle il a été surnommé parfois « le logeur de Daech ». C'est dans ce même logement qu'a eu lieu l'opération policière durant laquelle ont péri les derniers terroristes ayant commis ces attentats. Pour ces faits, il est condamné à 4 ans d'emprisonnement par la cour d'appel de Paris.
Ses déclarations au moment de son arrestation en direct ont fait de lui un mème. 

## Biographie
Jawad Bendaoud est né le 30 août 1986 à Épinay-sur-Seine, dans un milieu modeste, au sein d’une famille de cinq enfants d’origine marocaine d'Agadir.  
Le 26 décembre 2006, Bendaoud prend en poursuite un certain Fouad qu'il accuse d'avoir volé le téléphone mobile de sa mère. En s'interposant entre les deux hommes, David Manwal, un immigré camerounais de 16 ans et « meilleur ami » de Bendaoud, est mortellement poignardé par ce dernier à l'aide d'un tranchoir volé quelques minutes plus tôt dans une boucherie,. Le soir-même, Jawad se rend aux policiers. Lors de son procès qui se déroule devant la cour d'assises de Bobigny les 4 et 5 novembre 2008, il assure que le coup porté à son ami était involontaire. Le caractère inintentionnel de l'homicide est retenu par le tribunal et il est condamné à huit ans de prison ferme (sur les douze requis par l'avocat général) pour violences ayant entraîné la mort sans intention de la donner.     
Libéré sous bracelet électronique en 2013, il devient le « caïd de la rue [du Corbillon] » selon les mots de Stéphane Peu, alors maire adjoint de Saint-Denis chargé de l'urbanisme et de l'habitat. Des riverains excédés par ses menaces verbales auraient déposé une main courante contre lui. En 2014 et 2015, il est condamné 13 fois à des peines de prison notamment pour infraction à la législation sur les stupéfiants, détention d'armes aggravée en réunion, faux et usage de faux, conduite en état d'ivresse, violences conjugales, ou encore violences aggravées en réunion.
Au moment des attentats de novembre 2015, Bendaoud travaille comme « homme de main » pour le compte de trois frères marchands de sommeil, qui possèdent plusieurs appartements en Seine-Saint-Denis. Ayant l’interdiction de louer, les trois hommes ont recours à des intermédiaires pour gérer leurs biens. Ils emploient ainsi Bendaoud pour sélectionner des locataires, récupérer les loyers en espèces et expulser les mauvais payeurs. C'est dans un de ces logements, situé 48 rue du Corbillon que Bendaoud accepte d'héberger Abaaoud et ses complices, après les attentats du 13 novembre. 
Le 16 septembre 2016, alors qu'il est en détention provisoire à la prison de Villepinte, il saccage sa cellule avant d'y mettre le feu.   
Le 26 janvier 2017, Bendaoud est jugé pour un trafic de cocaïne qu'il avait avancé comme « alibi » (pour l'instruction sur les attentats) lors de sa garde à vue consécutive à l'opération policière du 18 novembre 2015 à Saint-Denis,. Sa comparution devant le tribunal correctionnel de Bobigny dans le cadre de cette affaire est cependant écourtée par la présidente Delphine Jabeur qui ordonne son renvoi au dépôt à la suite d'injures proférées à l'encontre de policiers l'escortant. Il est finalement condamné par contumace à huit mois de prison ferme (sur les douze requis par le parquet). 
Le 6 juin 2018, il invite chez lui l'ancien garde du corps d'Emmanuel Macron, Makao, qui sera contraint d'arrêter toute mission avec l’Élysée sur ordre d'Alexandre Benalla,. Une semaine plus tard, le 13 juin 2018, il se fait interner quelques heures en psychiatrie pour une crise de démence après avoir dégradé le domicile de ses parents.  
Après une énième sortie de prison en avril 2022,, l'animateur Cyril Hanouna l'invite à s'exprimer sur le plateau de son émission Touche pas à mon poste ! le 23 mai 2022 avant de déprogrammer sa venue devant l'ampleur de la polémique suscitée par une telle invitation.   

### «Logeur»des djihadistes du 13 novembre 2015
Après l'opération policière du 18 novembre 2015, au cours de laquelle les trois terroristes sont tués, Jawad Bendaoud est appréhendé par la police nationale. Pendant son arrestation, il est brièvement interviewé par le journaliste Timothée Le Blanc (ou Leblanc) de la chaîne BFM TV, auquel il affirme : « J’étais pas au courant que c’était des terroristes (...) On m’a demandé de rendre service, j’ai rendu service, Monsieur. On m’a demandé d’héberger deux personnes pendant trois jours, j’ai rendu service tout simplement. Je ne sais pas d’où ils viennent, on est au courant de rien, Monsieur ». Quelques instants plus tard, il est emmené en garde à vue par les policiers. La vidéo de ses réponses à Timothée Le Blanc suscite de très nombreuses moqueries sur les médias sociaux. Surnommé le « logeur de Daech », il devient même, dans les jours qui suivent, un phénomène Internet, jusqu'à faire figure de « bouffon » servant d'exutoire à une opinion publique choquée. 

### Procès
Jawad Bendaoud est ensuite mis en examen pour « recel de malfaiteurs terroristes », son procès s'ouvre le 24 janvier 2018 devant la XVIe chambre du Tribunal correctionnel de Paris. Il comparaît en même temps que Mohamed Soumah, l'un de ses complices habituels, et Youssef Aït Boulahcen, le frère d'Hasna Aït-Boulahcen. Pendant les audiences, Bendaoud se fait remarquer par son comportement fantasque et ses nombreuses déclarations qualifiées de surréalistes.
Il est relaxé, le 14 février, des faits qui lui étaient reprochés — le tribunal estimant qu'il n'est pas prouvé que l'homme a « fourni un hébergement à des terroristes en vue de les soustraire aux recherches ». Le parquet, qui avait requis 4 ans de prison contre Jawad Bendaoud, fait aussitôt appel du jugement,.
Alors que son procès en appel doit se tenir le 21 novembre 2018, il est placé en garde à vue le 24 avril 2018 pour avoir proféré des menaces de mort sur son ex-compagne, en vue d'une comparution immédiate au tribunal de Bobigny le 25 avril 2018. Jawad explique ces menaces par le fait que son ex-compagne lui avait envoyé des vidéos la montrant lors d'ébats amoureux avec un autre homme. Les menaces qui lui sont reprochées remontent à fin mars et ont été faites « à distance » par « textos et appels ». Le parquet requiert dix mois de prison dont quatre avec sursis et mandat de dépôt, et le tribunal le condamne à six mois de sursis avec mise à l’épreuve, obligation de soins, de travail ou de se former.
Le 4 juillet 2018, il est à nouveau placé en garde à vue au commissariat de Saint-Denis pour des faits d'outrage et rébellion commis à l'encontre de fonctionnaires de Police. Jawad Bendaoud aurait insulté des policiers tout en filmant la scène avec son téléphone. Lors de cette arrestation, il aurait encouragé des personnes présentes à proximité à le libérer. Il a également été trouvé porteur de quelques grammes de cannabis.
Lors de son procès en appel, il continue de nier violemment les accusations, jusqu'à faire suspendre l'audience. Sa ligne de défense ne bouge pas : il dit qu'il avait des doutes sur ceux qu'il logeait, imaginant par exemple qu'ils étaient des voyous, mais pas des terroristes. Il affirme que son père lui avait dit après l'attentat que tous les terroristes étaient morts, et qu'ensuite il n'a pas regardé les journaux télévisés étant « défoncé » pendant plusieurs jours à la cocaïne et au cannabis. 
Le 29 mars 2019, Jawad Bendaoud est condamné à 4 ans d'emprisonnement par la cour d'appel de Paris pour avoir logé deux terroristes, Abdelhamid Abaaoud et Chakib Akrouh, après les attentats du 13 novembre 2015. La cour estime qu'il n'est pas crédible que Jawad Bendaoud « alors que la France était en proie au pire attentat de son histoire contemporaine se soit abstenu de voir les informations du samedi 14 au mardi 17 novembre et n’ait pas vu les photographies d’Abdelhamid Abaaoud présenté comme l’organisateur des attentats ». Le 2 avril, Jawad Bendaoud se pourvoit en cassation, uniquement sur le volet civil de sa condamnation, c'est-à-dire les indemnités à verser aux victimes directes et indirectes des attentats ainsi qu'aux résidents de l'immeuble 48 rue du Corbillon à Saint-Denis,,. Le 15 février 2022, la cour de cassation confirme les sommes des indemnités à verser aux premières mais annule celles à verser aux seconds.
Le 27 août 2019, il est condamné à six mois d'emprisonnement ferme pour avoir menacé de mort un surveillant lors de son transfert de la prison de Villepinte à celle de Beauvais le 19 juin 2017.